# نئوستیگمین
نئوستیگمین یا پروسرین (به انگلیسی: Neostigmine)
رده درمانی: مهارکننده استیل کولین استراز .
اشکال دارویی: قرص، آمپول
رده بارداری  C

## موارد مصرف
نئوستیگمین یا پروسرین برای درمان ضعف عضلانی ناشی از بیماری میاستنی‌گراویس تجویز می‌شود. نئوستیگمین در درمان احتباس غیر انسدادی ادرار بعد از عمل جراحی و به عنوان پادزهر توبوکورارین و سایر داروهای مسدد عصبی- عضلانی غیر دپولاریزان مصرف می‌شود.

## مکانیسم اثر
نئوستیگمین از هیدرولیز استیل کولین به وسیله استیل کولین استراز جلوگیری می‌کند و در نتیجه انتقال تکان‌های عصبی از محل اتصال عصب – عضله را تسهیل می‌نماید. نئوستیگمین می‌تواند بر سلول‌هاو نرون‌های گانگلیون اتونوم در CNS نیز اثر نماید. این دارو همچنین با افزایش تحریک و تنوس عضلات معده، کاهش انقباض معده بعد از عمل جراحی را بر طرف می‌کند. دارو با طولانی کردن اثر استیل کولین در صفحه انتهایی باعث افزایش قدرت عضلانی بیماران میاستنی گراو می‌شود، در حالیکه این اثر نزد سایر بیماران مشاهده نمی‌شود.

## عوارض جانبی
اسهال، تهوع یا استفراغ، کرامپ یا درد معده، افزایش غیر عادی تعریق و ترشح بزاق .